# Charged Plate Monitor
Der Charged Plate Monitor (CPM, englisch) ist ein Messinstrument, das einen Vergleich von Luftionisationsgeräten ermöglicht. Unter Anwendung des Feldmühlen-Influenz-Prinzips werden elektrostatische Spannungspotentiale und Entladezeiten gemessen.
Das Messinstrument besteht im Wesentlichen aus einer isolierten leitfähigen Platte, die mit einer bekannten Spannung aufgeladen wird. Dann wird die Zeit gemessen, die vergeht, bis die Ladung auf 10 % des Wertes gesunken ist.
Wenn zum Beispiel bei Luft mit 60 % relativer Feuchte mit 1000 V aufgeladen wird, vergeht bis zum Absinken der Spannung auf 100 V:
- ohne Maßnahmen: 12 Stunden
- mit Ionisator unter einer Laminarhaube: 10 bis 15 Sekunden
- mit Ionisator in einem Reinraum: 20 bis 60 Sekunden
- mit Ionisator in einem offenen Raum mit Klimaanlage: 50 bis 500 Sekunden
- Ionisator und Gebläse: 5 bis 20 Sekunden
- Ionisator mit Druckluftionisiervorsatz: 1 bis 2 Sekunden[1]